# Markowo (rejon mieżdurieczeński)
Markowo (ros. Марково) – wieś w Rosji, w rejonie mieżdurieczeńskim obwodu wołogodzkiego. W 2010 r. liczyła 7 mieszkańców.